# العدن (حزم العدين)

تعديل مصدري - تعديل

العدن محلة تابعة لقرية النجادي، التابعة لعزلة حقين بمديرية حزم العدين إحدى مديريات محافظة إب في الجمهورية اليمنية، بلغ تعداد سكانها 63 حسب تعداد اليمن لعام 2004.